# Праусс, Станислав
Станислав Праусс (28 ноября 1903 — 12 ноября 1997) — польский авиаконструктор. В первой половине 1927 года студент Станислав Праусс разработал проект легкого многоцелевого (учебного) самолёта PS-1. После испытаний двух моделей в декабре 1927 года приступили к постройке сразу двух экземпляров. Облетан в октябре 1928 года. Пилот Нартовский на нем занял 4-е место на Втором краевом конкурсе авиеток. Осенью машина была повреждена в аварии, а затем отремонтирована. В 1929 году самолёт получил регистрацию SP-ACB. В этом же году самолёт был разбит и снова отремонтирован. Использовался как учебный до 1930 года, пока не был окончательно разбит. Самая популярная и, пожалуй, лучшая разработка Праусса — лёгкий бомбардировщик PZL-21B «Karaś» Он совершил свой первый полет 1 апреля 1934 года этой же датой и был начально эксплуатирован. Самолёт стоял на вооружении Польши, Бельгии и Румынии.